# Benoît Darondeau
Benoît-Henri Darondeau (3 de abril de 1805, París-1 de marzo de 1869, París), fue un ingeniero hidrográfico y dibujante francés, que recorrió el mundo en una expedición científica y comercial francesa.

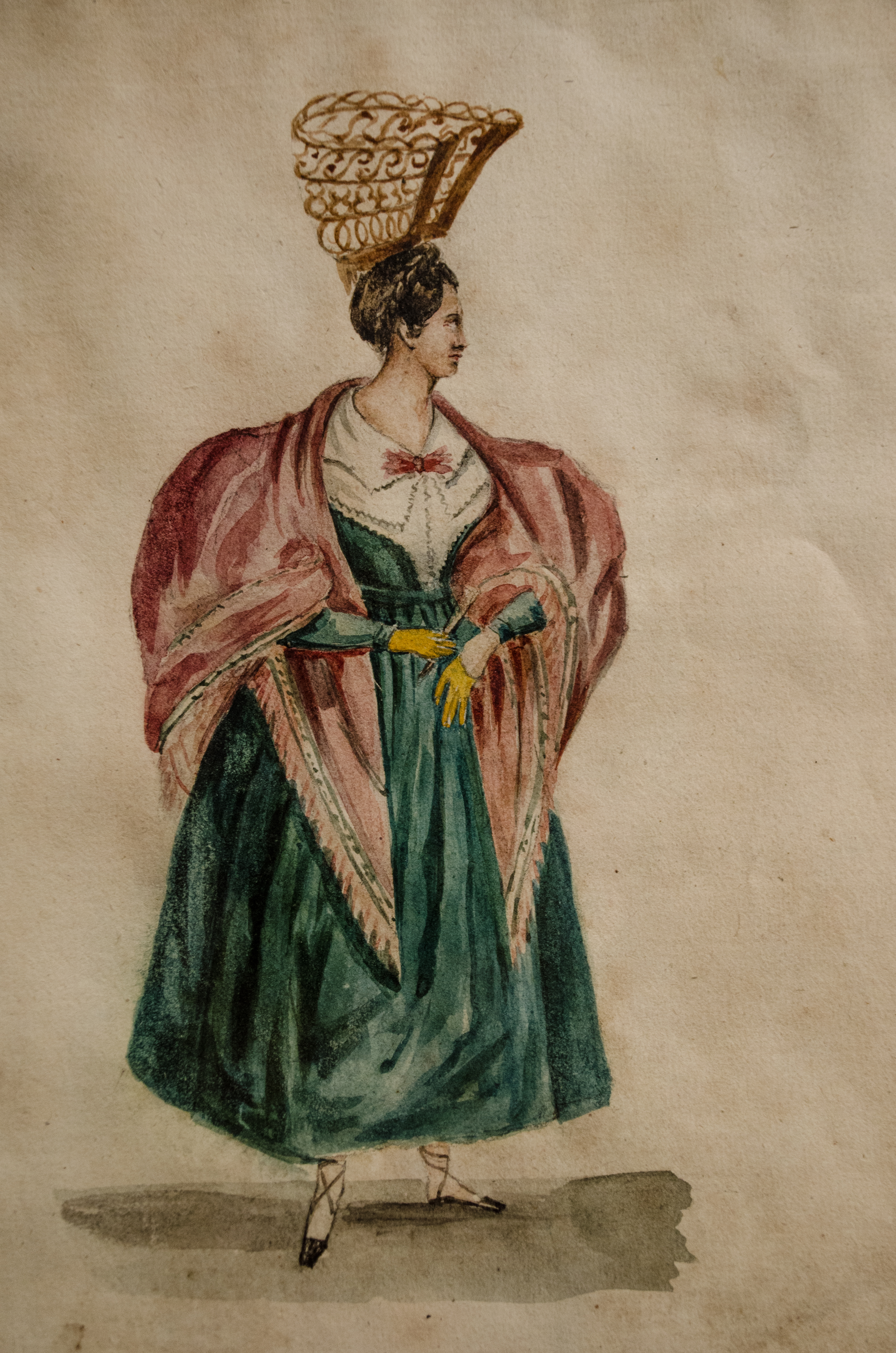
Dama de Montevideo

## Biografía
Hijo del compositor Henri-Benoit-François Darondeau (1779-1865) y hermano del pintor y litógrafo Stanislas-Henri-Benoît Darondeau (1807-1842).
Entre febrero de 1836 y noviembre de 1837, viajó por el mundo en una expedición cientíca y comercial en la embarcación “La Bonite”, comandada por Auguste Nicolas Vaillant. Durante el viaje realizó ilustraciones sobre las ciudades visitadas. En 1836 arribó a Montevideo, Uruguay, dejando tras su paso representaciones de personajes de la ciudad.
A su retorno, escribió una crónica del viaje publicada en cuatro volúmenes entre los años 1840 y 1846, titulada "Voyage autour du monde exécuté pendant les années 1836 et 1837 sur la corvette 'La Bonite' commandée par M. Vaillant, Capitaine de Vaisseau" junto con otros tripulantes.

## Obras
- Voyage autour du monde exécuté pendant les années 1836 et 1837 sur la corvette "La Bonite"... / par M. Darondeau [et al.], 1840-1846 (4 vol).